# Zkušební let Falconu 9

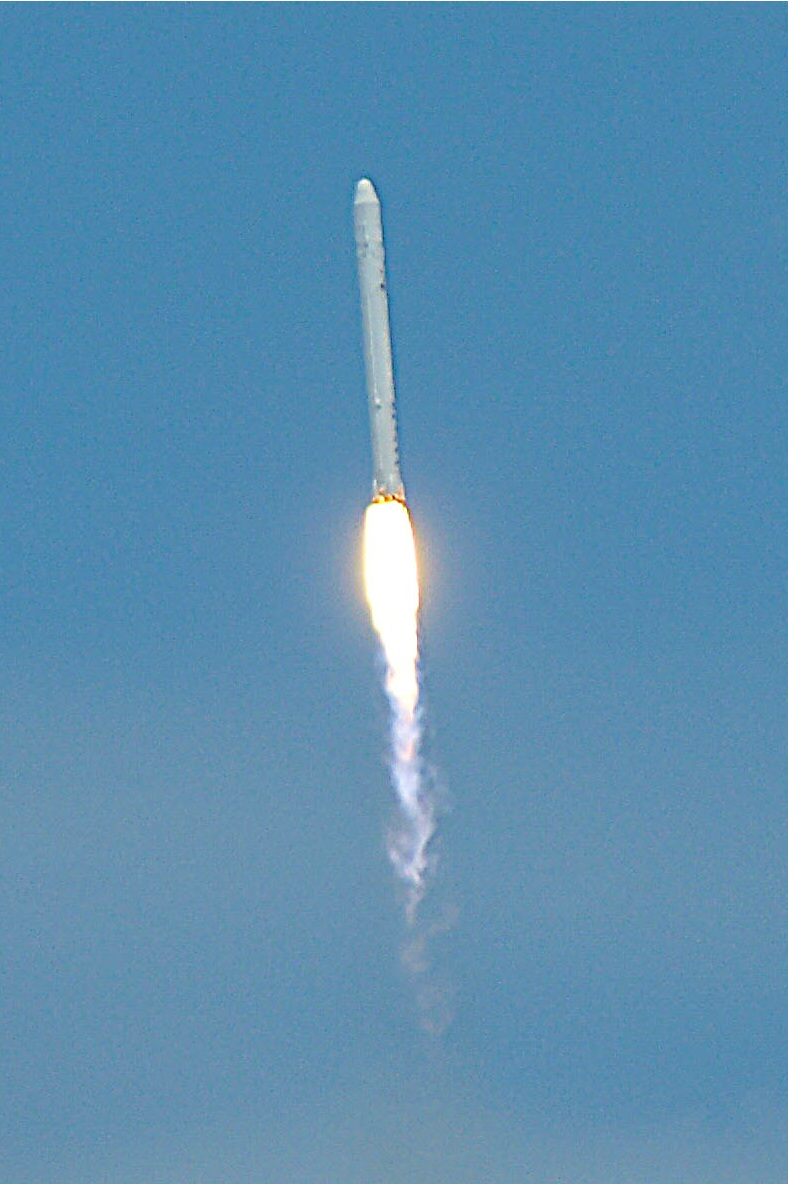
První let Falconu 9, 4. června 2010.

Zkušební let Falconu 9 (v originále The Dragon Spacecraft Qualification Unit - Kvalifikační jednotka kosmické lodi Dragon) byl první let rakety Falcon 9 a kosmické lidi Dragon vyráběné společností SpaceX. Po pozemních testech lodi byl Dragon vynesen 4. června 2010 na nízkou oběžnou dráhu. Let sloužil k ověření aerodynamických vlastností lodi a výkonu nosné rakety v reálném provozu před lety Dragonu v rámci programu Commercial Orbital Transportation Services, který vypsala NASA. Loď obletěla Zemi více než tři sta krát a 27. června přistála na hladině oceánu.

## Zpoždění
V září 2009 bylo předpokládané datum startu 29. listopadu 2009, ale start byl následně odložen ještě desetkrát, postupně na únor, březen, duben, květen a červen 2010. Konečné datum startu bylo 4. června 2010.

## Start
V září 2009 SpaceX oznámila, že kvalifikační kus lodi Dragon bude prvním nákladem rakety Falcon 9. Raketa odstartovala 4. června 2010 v 18:45 UTC s možností odkladu na následující den. Dragon dosáhl úspěšně oběžné dráhy ve výšce 250 km. První stupeň byl navržený pro zkoušku přistání pomocí padáků, ale aerodynamické síly při návratu do atmosféry stupeň zničily.